# 剛果矮脂鯉屬
剛果矮脂鯉屬為輻鰭魚綱脂鯉目琴脂鯉亞目複齒脂鯉科的其中一属。

## 下属物种
- 布氏剛果矮脂鯉(Nannaethiops bleheri)
- 單線剛果矮脂鯉(Nannaethiops unitaeniatus)

## 扩展阅读
維基物種上的相關：剛果矮脂鯉屬